# ۸۵۰ (قمری)
۸۵۰ (قمری)، هشتصد و پنجاهمین سال در گاهشماری هجری قمری است. اول محرم این سال برابر با هفتم آوریل سال ۱۴۴۶ میلادی است.